# حكاية مغربية
حكاية مغربية هي الرواية الرابعة للكاتب والروائي المغربي البشير الدامون، صدرت لأول مرة أواخر سنة 2016 عن دار المركز الثقافي العربي. وتأتي هذه الرواية ضمن سلسلة من الأعمال التي يشتغل فيها البشير الدامون على تفكيك المجتمع المغربي عبر الحكي عن المهمّشين والمنسيين. تشرح الرواية واقعا مغربيا يعرف فساد الطبقات الاجتماعية وفساد بعض الأجهزة والمؤسسات وتردي الوضع السياسي والاقتصادي، ويبرز نظرة المجتمع للمرأة والسجين، وعوالم تجارة المخدرات.

## نبذة
تقدم الرواية حكاية "أسماء" الشابة ذات الثامنة عشر عاماً تعيش في أسرة فقيرة، محاطة بكل أنواع العلل الاجتماعية من فقر مدقع ومجتمع محطم.. خلال أحداث يناير 1984 (مظاهرات ضد غلاء الأسعار وارتفاع كلفة المعيشة) اقتحم المحتجون بنكا وسرقوا خزنة حديدية محتوية على الأموال، فيُجبر بعض المحتجين أخاها "حسن" على فتحها، ما يؤدي إلى اعتقاله. تحاول جاهدة مساعدة أخيها للخروج من السجن، فتتعرض للعنف والاستغلال من قبل شخصيات عديدة كاغتصاب قاض مستبد بوعد كاذب، والعمل مع امرأة على تهريب السلع والمخدرات عبر الحدود.

## مواضيع
تعالج رواية " حكاية مغربية" مواضيع عديدة، في ما لايقل عن 160 صفحة، من قبيل الأوضاع الاجتماعية في المغرب، والاغتصاب، وتهريب المخدرات، والدعارة، والمثلية الجنسية.
من المواضيع الرئيسية التي تطرقت إليها الرواية:
- الهوية النسائية في مجتمع محافظ
- السلطة الذكورية والعنف الرمزي والمادي
- الفقر الاجتماعي والتهميش
- الاغتراب الداخلي والخيانة العائلية
- الحرية في مواجهة القهر

## السياق
تقع أحداث الرواية إبان أحداث ما عرف بانتفاضة الجوع أو انتفاضة الخبز، سنة 1984 بالمغرب. والتي اندلعت في مجموعة من المدن المغربية من بينها تطوان مسرح أحداث الرواية.

## الشخصيات

### شخصيات رئيسية
- أسماء بطلة الرواية

#### شخصيات ثانوية
- الأخ حسن
- الأم
- الجارة مليكة
- حنان المهربة
- الصديقة لطيفة
- القرع
- كريم

## اقتباسات
« اقترب تاريخ زيارتنا لحسن. ثلاثة أشهر وأمي تشكو وهي تعدّ ما سنحمله له. حالتي النفسية بين المدّ والجزر مع الرهاب الخانق الذي أخجل وأخاف أن أحدِّث أحداً عنه..»
« المرأة الذكية تعرف كيف تستخدم أنوثتها للإيقاع بمن يؤدي أضعاف ما ترغب في شرائه، صُدِمْت. أكانت دعوة صريحة من أمي أن أتعاطى الدعارة أو ما يشبهها لأحصل على ثمن البذلة»
«احكي حكايتك. إنها جديرة بأن تسمع»
«كرهت الاحتجاجات والتظاهرات يوم التحق بنا خاي أحمد. الفساد وعلامات اضطراب نفسي بادية واضحة عليه. وقف بيننا وصرخ بشدة وبهستريا: لا من ينهى ولا من ينتهي.. لا محاسب ولا مراقب. اضطر بعض الشباب للتدخل وسحبه خارج الحلقة»

## أسلوب الكتابة
يُعرف أسلوب البشير الدامون في هذه الرواية بكونه:
- سردًا اعترافيًا داخليًا على لسان الساردة.[11]
- يمزج بين اللغة الأدبية والتقريرية لإيصال العمق دون تجميل.
- يستخدم تقنية المونولوج أو الحوار الذاتي المكثف.
- يستعمل لغة سردية منسابة بعفوية ومشحونة بشاعرية.[12]
- يحمل نَفَسًا سينمائيًا قويًا، يجعل القارئ يتخيّل الأحداث كمَشاهد بصرية.

## اقرأ أيضا
- انتفاضة 1984 بالمغرب

## روابط خارجية
- حكاية مغربية على موقع Goodreads

## في الختام
"حكاية مغربية" ليست فقط حكاية امرأة، بل رواية الوطن الجريح، والمجتمع الذي يُعاقب من يرفض أن يكون تابعًا أو صامتًا. وهي في الوقت ذاته وثيقة سردية تحمل همًّا نسويًا وإنسانيًا، وتُضيف إلى الأدب المغربي المعاصر بُعدًا جديدًا من الواقعية الجارحة والحكي المقاوم.